# Ramón Castilla
Ramón Castilla y Marquesado (* San Lorenzo de Tarapacá, 31 d'agost de 1797 - Tarapacá, 30 de maig de 1867) va ser un militar i polític peruà. Va participar en favor de la independència del seu país. President Constitucional del Perú de 1845 a 1851 i de 1855 i 1862. Va desembolicar la seva carrera política durant una etapa de profunda divisió social i una contínua guerra civil pel que en diversos moments el seu govern constitucional va coexistir amb els dels militars colpistes.

## Biografia
Ramón Castilla va ser fill de Pedro de Castilla i de Francisca y de Juana Marquesado Romero.